# Piletický a Librantický potok
Piletický a Librantický potok je přírodní památka poblíž obcí Černilov a Hradec Králové. Oblast spravuje Krajský úřad Královéhradeckého kraje. Území přírodní památky je zároveň evropsky významnou lokalitou soustavy Natura 2000. Hlavním předmětem ochrany je populace šidélka ozdobného (Coenagrion ornatum) a jeho biotopu. Biotopem se rozumí vodoteče Piletického a Librantického potoka a přilehlé louky.

## Galerie

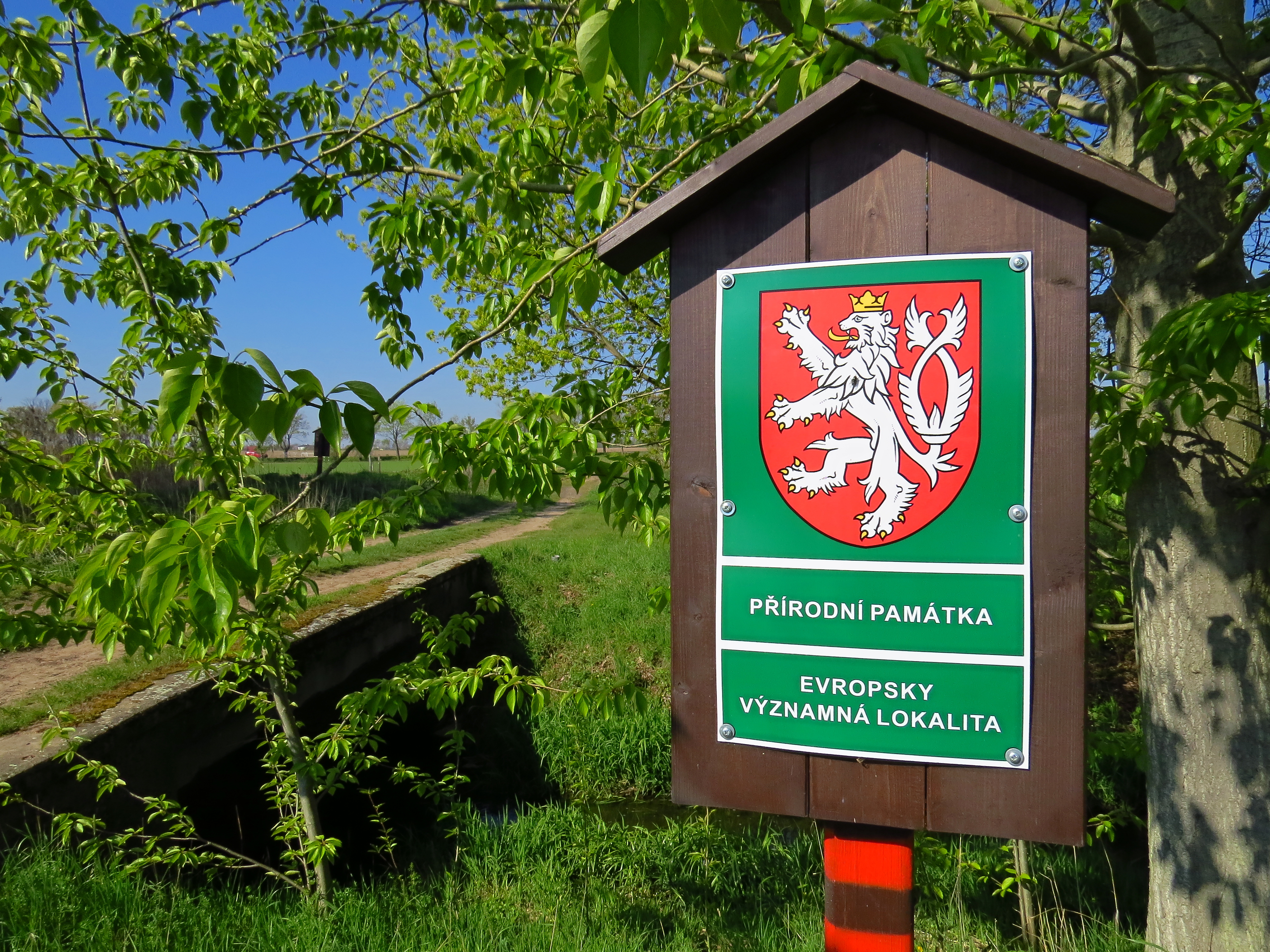
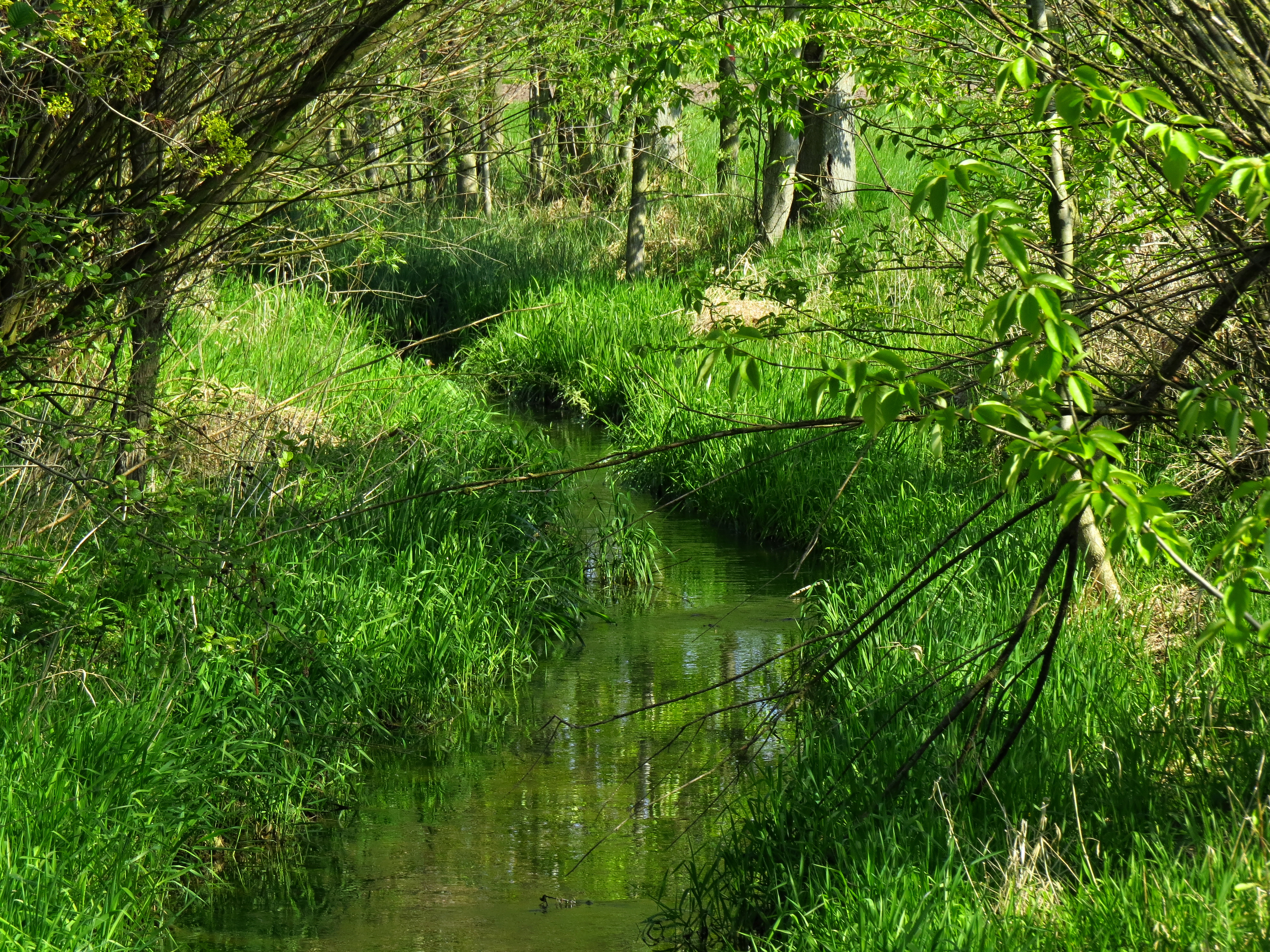
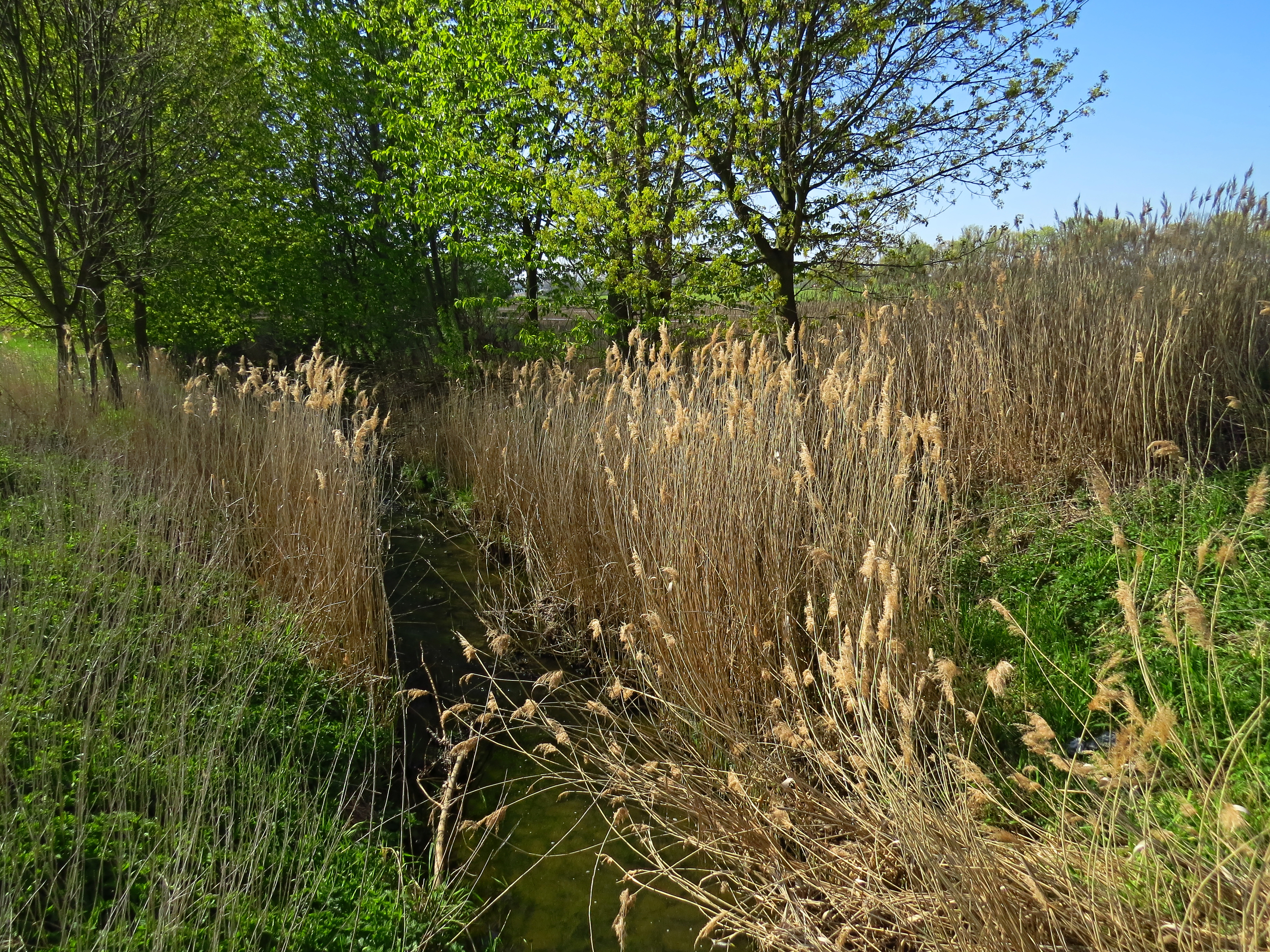